# Miločer
Miločer (v srbské cyrilici Милочер) je vesnice v opštině Budva na černohorském pobřeží Jaderského moře.
Vesnice vznikla naproti původní rybářské osadě Sveti Stefan. V roce 1934 zde byla otevřena letní rezidence královské dynastie Karađorđevićů, která zabírá plochu o velikosti 18 ha. Součástí zahrady komplexu byly i exotické stromy; cedry, kaktusy, agave a další. Známá je místní pláž, která je hodnocena jako pláž vyšší kategorie. Na skalním ostrohu nad jaderským pobřežím se v severní části obce nachází jediný park. Dnes slouží většina budov v Miločeru především pro potřeby turistiky.
Miločer je dobře přístupný po Jadranské magistrále. Severně od něj se nachází vesnice Pržno a jižně vesnice Drobnići. V Miločeru se nacházela první asfaltová silnice na území Černé Hory.